# Théophile Fras
Théophile Joseph Fras (nascido em 12 de outubro de 1873, data de morte desconhecida) foi um ciclista francês que competia no ciclismo de pista. Representou França nos Jogos Olímpicos de Verão de 1900 em Paris, onde competiu na prova de velocidade. Fras foi um especialista de sprint, que também competiu no Campeonato Mundial de 1900 e no Grande Prêmio de Paris em 1900 e 1902, mas sem conquistar medalhas.